# Thyropygus luneli
Thyropygus luneli är en mångfotingart som först beskrevs av Jean-Henri Humbert.  Thyropygus luneli ingår i släktet Thyropygus och familjen Harpagophoridae. Inga underarter finns listade i Catalogue of Life.